# Latrodectus bishopi
Latrodectus bishopi är en spindelart som beskrevs av Benjamin J. Kaston 1938. Latrodectus bishopi ingår i släktet änkespindlar, och familjen klotspindlar. Inga underarter finns listade i Catalogue of Life.